# Flávia Oliveira (ciclista)
Flávia Maria de Oliveira Paparella (Rio de Janeiro, 27 de outubro de 1981) é uma ciclista olímpica brasileira. Competiu no Campeonato Mundial de Ciclismo em Estrada de 2013 em Florença, bem como no Campeonato Mundial de Ciclismo em Estrada de 2014 em Ponferrada. Participou também do Ciclismo nos Jogos Olímpicos de Verão de 2016 no Rio de Janeiro em que terminou a corrida em estrada em sétimo lugar. Seu resultado foi notável pelo baixo número de ciclistas brasileiras na prova. Também foi a melhor colocada entre atletas de países com dois ou menos ciclistas no evento. Adicionalmente, seu sétimo lugar foi o melhor resultado brasileiro na história olímpica.
Flávia já foi campeã do Giro de Italia feminino (Giro Rosa, 2015), campeã brasileira de estrada, e campeã geral e de montanha do Tour Cycliste Féminin International de l'Ardèche de 2016.
Eu seu primeiro ano como ciclista profissional em 2009, foi suspensa por 18 meses pelo uso de oxilofrina após tomar um suplemento marcado como Hyperdrive 3.0+. A suspensão foi revista como sem razão, já que a ciclista não teve a intenção de obter vantagem. O fabricante do suplemento foi processado por Oliveira porque o produto não listava a mielinodrina (um isômero da oxilofrina que desencadeou a descoberta) como um de seus ingredientes.

## Principais resultados
2007
1º Mount Diablo - Subida em montanha
4º Vacaville Gran Prix
5º Giro di San Francisco
7º Mount Tamalpais - Subida em montanha
7º Wente Vineyards - Corrida em estrada
8º Berkeley Hills - Corrida em estrada
9º Geral Mt. Hood Cycling Classic
2008
1º  Geral California Cup
1º Mount Tamalpais - Subida em montanha
1º Stinson Beach Mt Tamalpais - Subida em montanha
1º Dunnigan Hills - Corrida em estrada
1º San Ardo - Corrida em estrada
1º Patterson Pass - Corrida em estrada
2º Santa Cruz University - Corrida em estrada
2º Suisun Harbor - Critérium
2º Berkeley Bicycle Club - Critérium
3º Mount Hamilton Classic
3º Mount Diablo - Subida em montanha
4º Vacaville Gran Prix
5º Wente Vineyards - Corrida em estrada
5º Giro di San Francisco
6º Norlund Construction, Inc. Corporate - Critérium
6º Memorial Day - Critérium
7º Merco Credit Union - Downtown Grand Prix
7º Davis 4º of July - Critérium
2009
4º Geral Tour Féminin en Limousin
8º Giro del Friuli
9º Geral La Route de France
2011
2º Mike's Bikes Cat's Hill Classic
3º Geral Sea Otter Classic
Campeonato Brasileiro de Estrada
6º Contra o relógio
7º - Corrida em estrada
7º - Corrida em estrada, Campeonato Pan-Americano
9º Geral Giro della Toscana Int. Femminile – Memorial Michela Fanini
2012
2º Nevada City Classic
3º - Corrida em estrada, Campeonato Brasileiro de Estrada
3º Geral Madera Stage Race
4º Snelling - Corrida em estrada
4º Memorial Cesare Del Cancia
5º Berkeley Bicycle Club - Critérium
7º Geral Merco Classic
7º Cherry Pie - Critérium
7º Muri Fermani - Forza Marina - Gianmarco Lorenzi
7º San Rafael Twilight - Critérium
2013
1º Wente Vineyards - Corrida em estrada
1º Pescadero Coastal Classic
1º Mount Diablo - Subida em montanha
2º Geral Sea Otter Classic
2º Geral Volta do México Copa Governador
2º Mount Hamilton Classic
Campeonato Brasileiro de Estrada
3º - Corrida em estrada
4º Contra o relógio
4º Berkeley Hills - Corrida em estrada
5º Geral San Dimas Stage Race
6º San Rafael Twilight - Critérium
7º Geral Cascade Cycling Classic
7º Corrida em estrada, Campeonato Pan-Americano
2014
2º Geral Vuelta Internacional Femenina a Costa Rica
1º Estágio 1
2º Geral Tour of the Gila
2º Grand Prix de Oriente
2º Grand Prix Cycliste de Gatineau
Campeonato Brasileiro de Estrada
2º Corrida em estrada
9º Contra o relógio
4º Geral Vuelta Ciclista Femenina a El Salvador
1º Estágio 3
4º - Corrida em estrada, Campeonato Pan-Americano
5º Geral San Dimas Stage Race
5º Geral Redlands Bicycle Classic
5º The Philadelphia Cycling Classic
2015
1º Jogos Militares Corrida em estrada por equipes
1º  Classificação de montanha Giro de Itália Feminino
2º Geral Vuelta Internacional Femenina a Costa Rica
1º Estágio 3 (ITT)
Campeonato Brasileiro de Estrada
3º - Corrida em estrada
3º Contra o relógio
6º Geral Tour of California Women's Race
7º Geral Tour Femenino de San Luis
7º Geral Giro de Itália Feminino
7º Geral Redlands Bicycle Classic
7º - Corrida em estrada, Jogos Militares
8º Geral San Dimas Stage Race
10º Geral Joe Martin Stage Race
10º Geral Tour of the Gila
2016
1º  Classificação geral Tour Cycliste Féminin International de l'Ardèche
1º  Classificação de montanha
1º Estágio 4
1º  Classificação de montanha Tour de Feminin-O cenu Českého Švýcarska
2º Geral Tour de Pologne Féminin
1º Estágio 2 (ITT)
2º Geral Giro Toscana Int. Femminile
3º Geral Vuelta Internacional Femenina a Costa Rica
1º Estágio 1 (ITT)
3º - Corrida em estrada, Campeonato Pan-Americano
7º Corrida em estrada - Jogos Olímpicos de Verão de 2016
9º Geral 4. NEA
2017
7º Geral Tour of Colorado
10º Geral Tour Cycliste Féminin International de l'Ardèche
10º La Flèche Wallonne Féminine
2019 UCI Women's WorldTour – GP de Plouay Lorient Agglomeration Trophée WNT – 7 colocação